# أنطونيو أورتيغا مارتينيز
أنطونيو أورتيغا مارتينيز (بالإسبانية: Antonio Ortega Martínez)‏ هو سياسي مكسيكي، ولد في 28 يوليو 1954 في ولاية أغواسكالينتس في المكسيك. حزبياً، نشط في حزب الثورة الديمقراطية. وقد انتخب عضو مجلس النواب المكسيك.